# ロケーション撮影

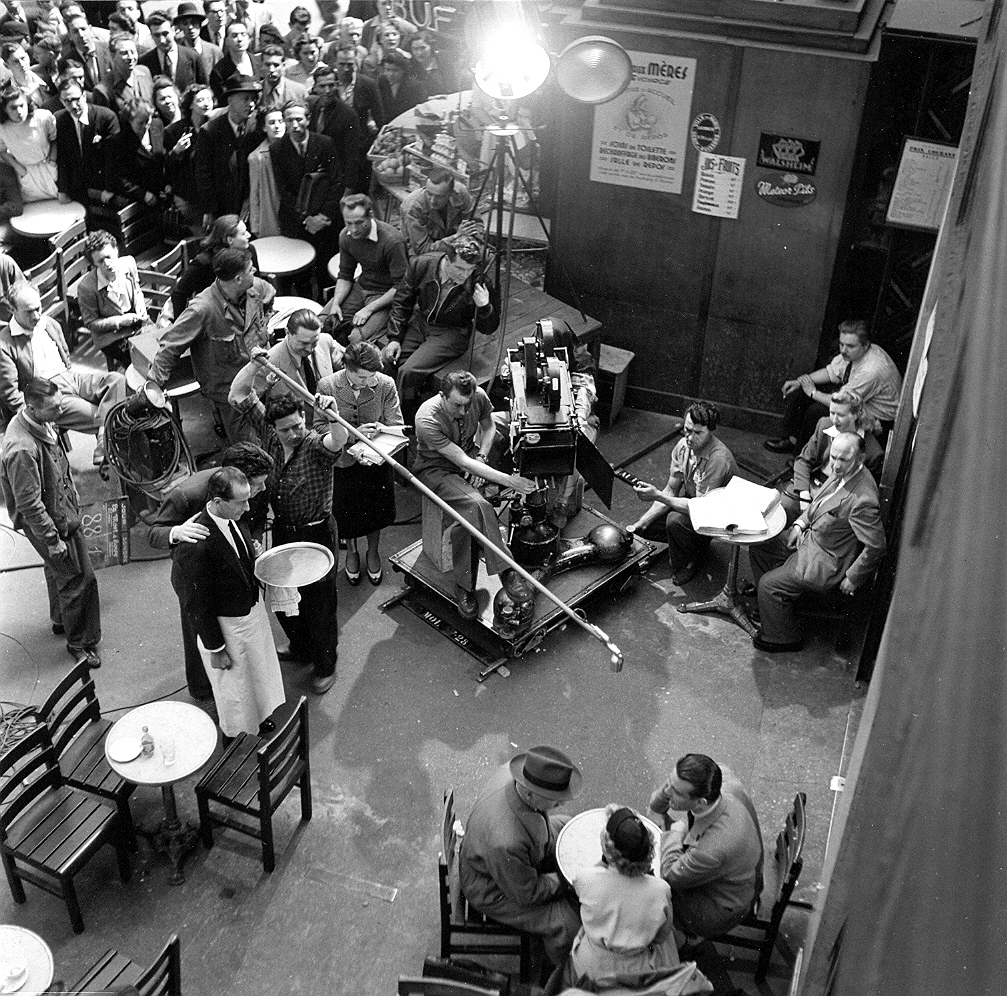
フランス映画『Quai de Grenelle』（cf. fr）のロケーション撮影。フランスはパリにあるパリ東駅にて、1950年春に撮影。

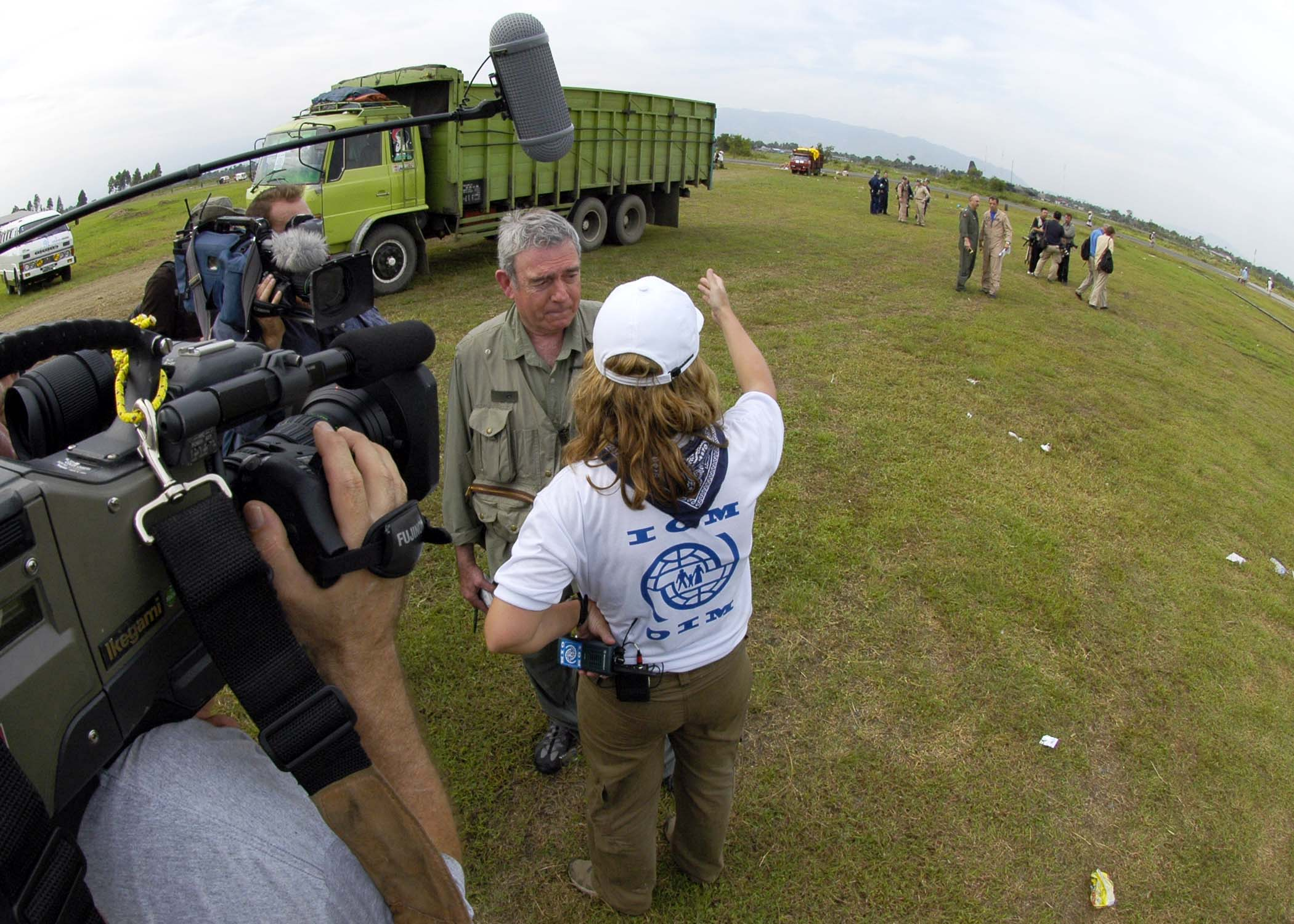
CBSのアンカーマンであるダン・ラザーの冠番組によるロケーション撮影。2005年1月3日、インドネシアはスマトラ島のバンダ・アチェにあるスルタンイスカンダルムダ空軍基地（en）にて、アメリカ海軍の国際移住機関に関係する活動について取材している。

ロケーション撮影（ロケーションさつえい、英語: location shooting ）とは、映画やテレビなどで、撮影所や放送局の外部で行う撮影をいう。ただし、単語「ロケーション（英語: location）」自体に同じ意味がある（※語源である英語の場合は特に。）。日本語では「ロケ」と略称されることも多い。類義語に「野外撮影（やがい さつえい）」がある。
本項では、「現場の責任者に無許可での撮影」を意味する「ゲリラ撮影」についても解説する。

## 概要
撮影用のセットを作成して屋内やスタジオで撮影する方法に対し、実在の風景や場所、店舗など撮影する従来の撮影を区別するためのレトロニムである。ロケーションあるいはロケともいう。ロケを行う場所（ロケ地）を探す行為のことはロケハン（ロケーション・ハンティング）と呼ぶ。
NHK、民放キー局、ドラマ製作会社がある東京都内ではテレビドラマなどの、映画スタジオがある京都市と周辺の京都府亀岡市や八幡市、滋賀県琵琶湖畔などで時代劇映画や2時間ドラマなどの屋外ロケーション撮影などが頻繁に行われている。
なお、実在の建物や風景を利用する場合も、架空の店名に書き換えたり、電柱の住所表記を架空の住所に変えたりするなど、撮影場所に迷惑がかからないよう配慮しているが、かつては実在の店舗などをそのまま利用した撮影が多かった。
映画村など恒久的に設置され、アトラクションとしても利用されているスタジオ施設での撮影も「ロケーション撮影」と呼ばれる場合がある。拠点から離れた場所にセットを作り撮影する事もロケーション撮影と呼ばれる。
ハリウッド映画では大勢のスタッフが滞在し物やサービスを消費することに加え、公開後に観光地となるなど経済効果が生まれることから、現代では国や自治体が支援金の支給や税金の還付、撮影許可の柔軟な対応を行う「インセンティブ」が活発となっている。
一部の映画ファンやテレビドラマ・テレビアニメ・漫画のファンの間では、ロケ地を実際に訪ねて歩くことが趣味として行われており、そのようなロケ地紹介サイトも複数ある。このようなファン行為を、一部では巡礼または聖地巡礼と呼ばれるフィルムツーリズムが行われる。

## ギャラリー

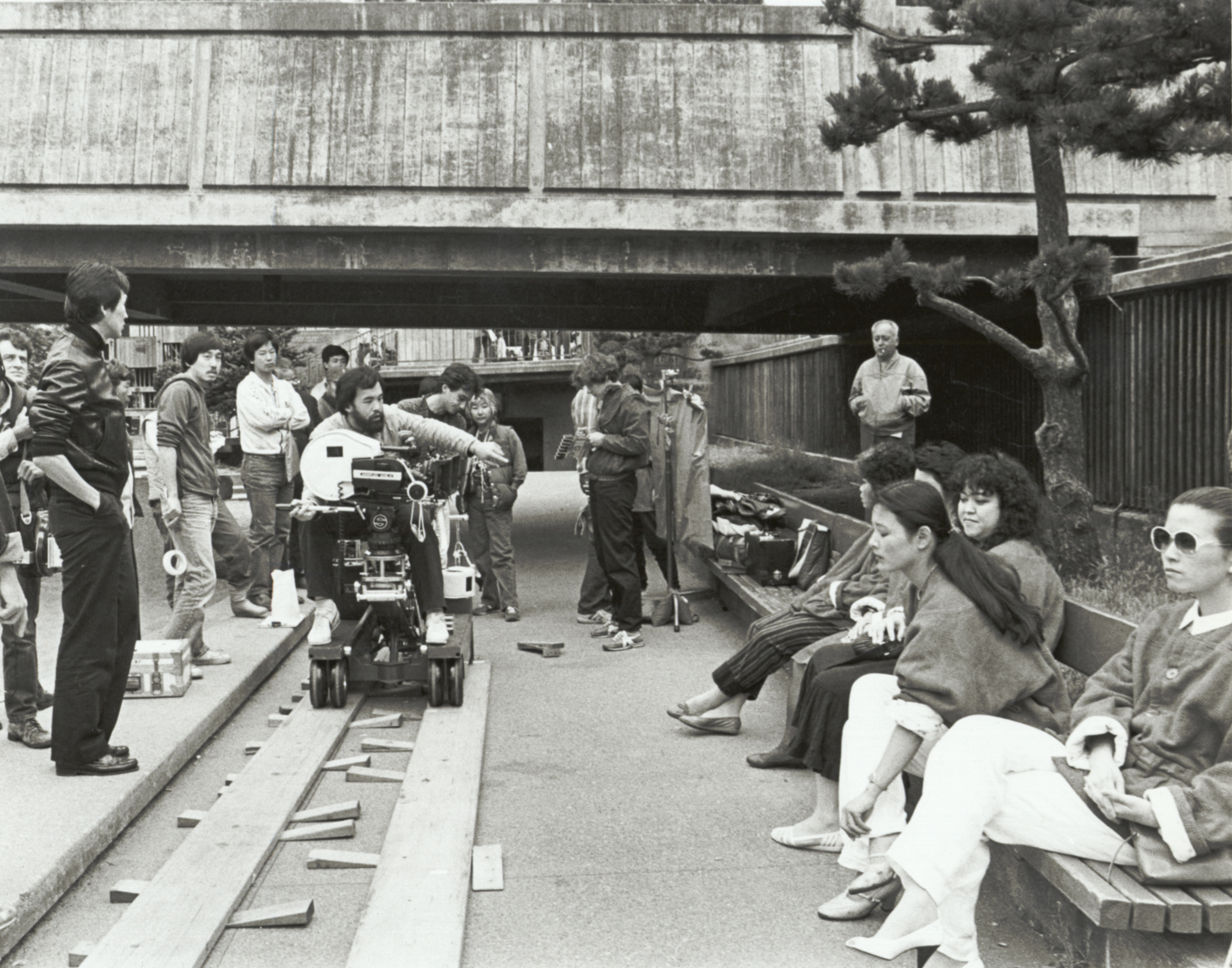
俳優 Mike Chin の映画のためのロケーション撮影。米国カリフォルニア州サンフランシスコのポーツマス・スクウェア（英語版）にあるチャイナタウンにて、1983年撮影。
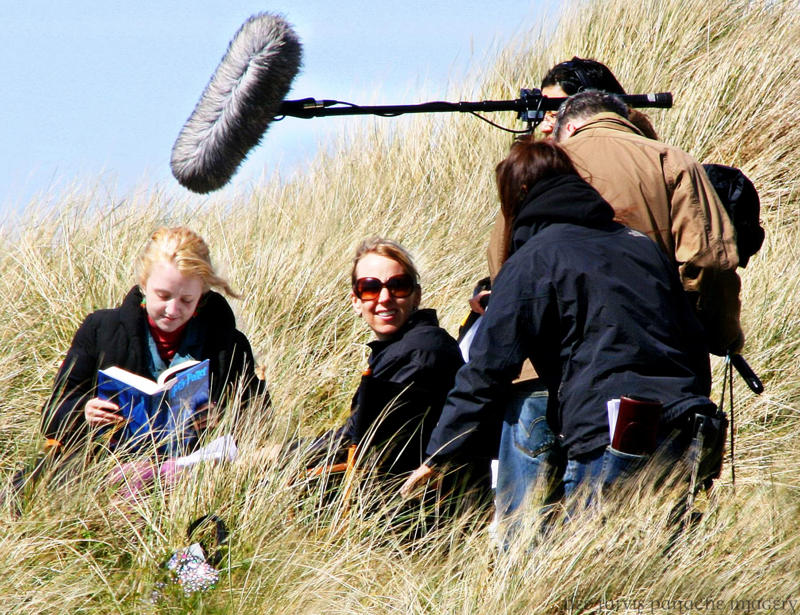
映画『ハリー・ポッター』シリーズにおける野外撮影の光景。左端は女優イヴァナ・リンチ。ウェールズの最西端に位置するペンブルックシャーにて、2009年5月撮影。
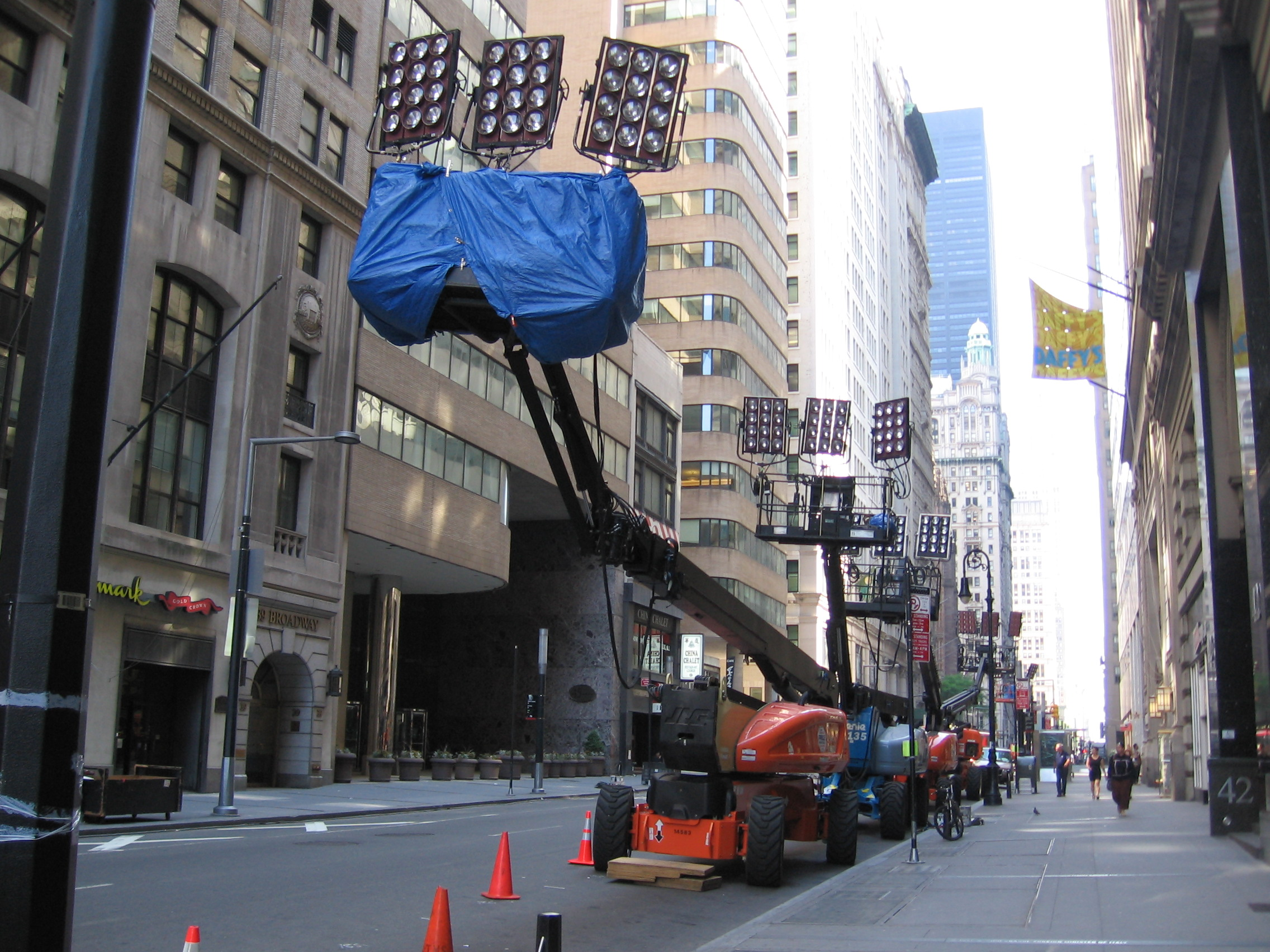
2010年公開のアメリカ映画『魔法使いの弟子』のためのロケーション撮影。いくつもの照明器具が撮影用クレーンで掲げられている。米国はニューヨーク市のボウリング・グリーンにて、2009年撮影。
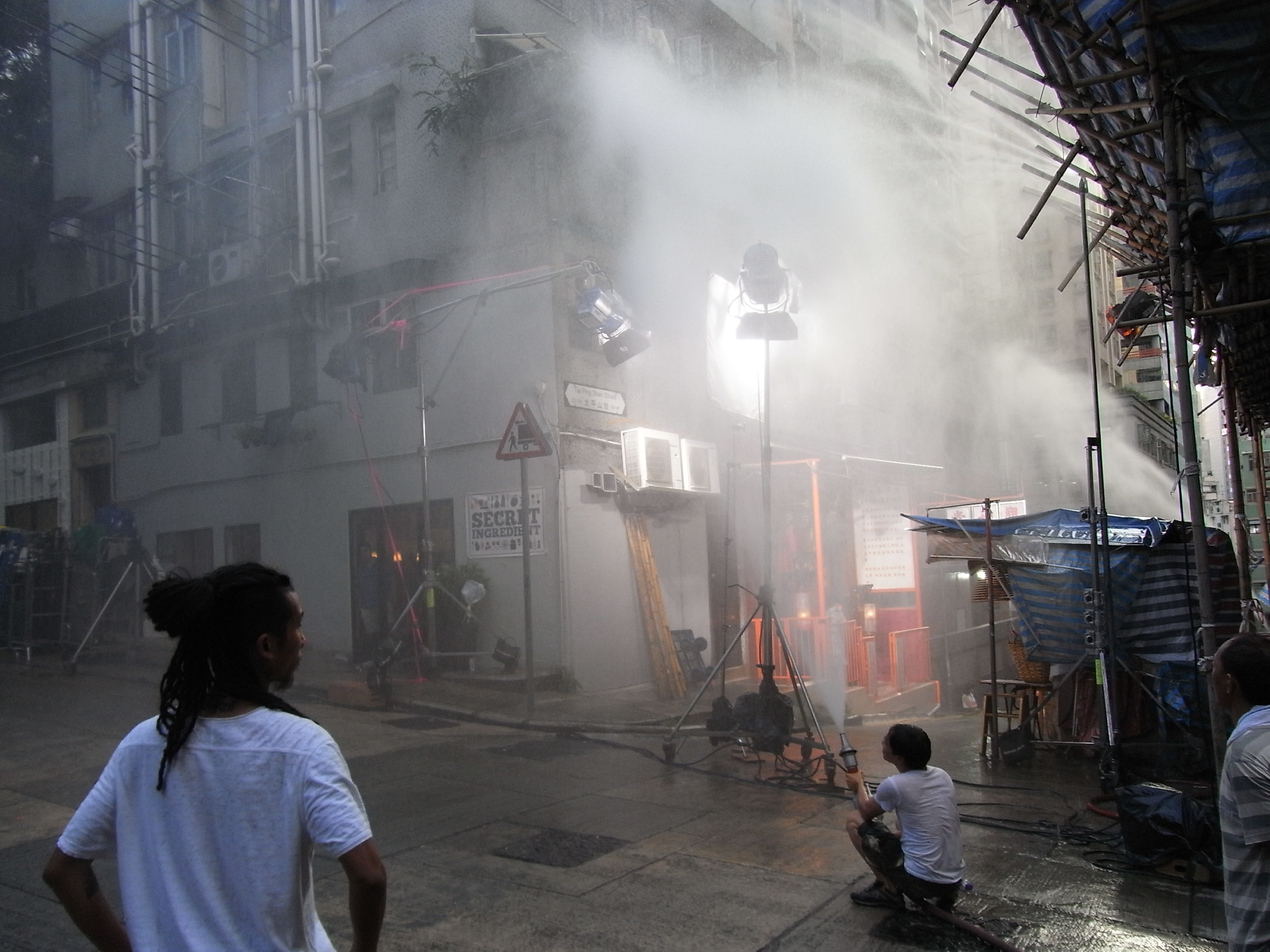
香港映画における、雨に煙る街角のシーンの野外撮影。香港の太平山街（英語版） (Tai Ping Shan Street) にて、2012年6月撮影。

## ゲリラ撮影
ロケーション撮影のうち、ロケ地の権利者や責任者の許可や同意を得ずに強行する撮影を、戦争におけるゲリラになぞらえて、日本語では「ゲリラ撮影」という。業界では略語「ゲリラ」も通用している。
元来、麻雀用語であるが、「許可無しに、黙って物事を行うこと。」を意味する「だまてん」やその略語である「だま」は「ゲリラ撮影」の上位語に当たる。